# Ostre (województwo śląskie)
Ostre – wieś w Polsce położona w województwie śląskim, w powiecie żywieckim, w gminie Lipowa.
Powierzchnia sołectwa to 701 ha, a liczba ludności w 2020 wyniosła 438 osób, co daje gęstość zaludnienia równą 62,5 os./km².
Ostre powstało jako wieś zarębna na początku XVII w. W 1625 r. żyło w niej 15 zagrodników. Pierwotna nazwa brzmiała: Podostre. W latach 1975–1998 miejscowość administracyjnie należała do województwa bielskiego.
W jej granicach mieści się wschodni skłon bocznego odgałęzienia Pasma Wislańskiego biegnącego od Magurki Wiślańskiej, przez Magurkę Radziechowską, Muronkę po Ostre (946 m n.p.m.). Szeroka, falista wierzchowina grzbietu kulminuje we wzniesieniach 943 i 964 m n.p.m. Stoki o profilu wklęsłym opadające do doliny Twardorzeczki i Leśnej są słabo rozcięte.

## Szlaki turystyczne
na Skrzyczne – 2:15 h, z powrotem 1:30 h
  na Malinowską Skałę przez Kościelec– 2:30 h, z powrotem 1:50 h
 na Magurkę Radziechowską – 2:25 h, z powrotem 1:40 h
  na Baranią Górę przez Magurkę Radziechowską i Magurkę Wiślańską – 3:40 h, z powrotem 3:00 h.
Przy szlaku zielonym na Magurkę Radziechowską, pod szczytem Muronki, znajduje się rezerwat przyrody Kuźnie z pięknymi formacjami skalnymi.

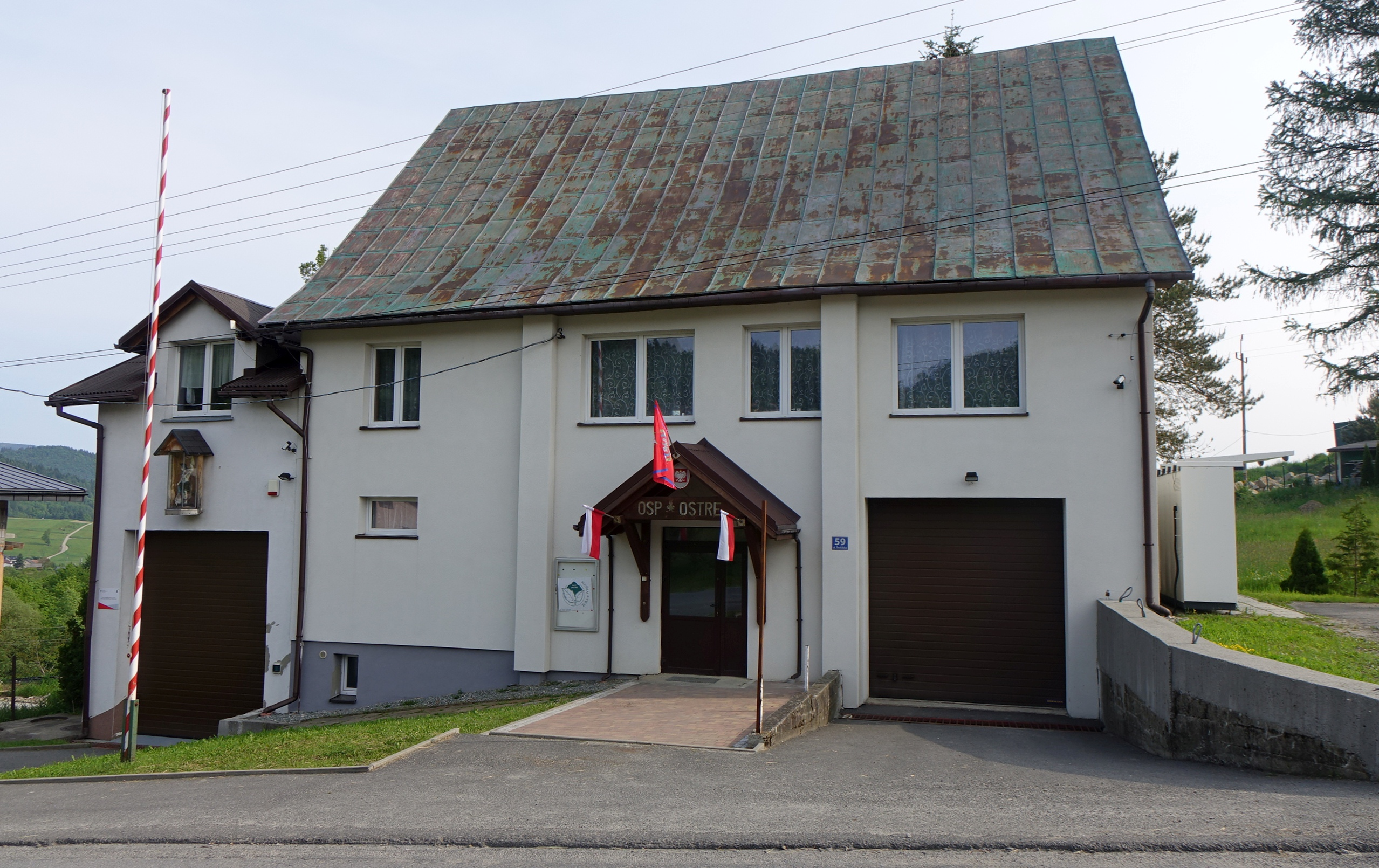
Remiza OSP
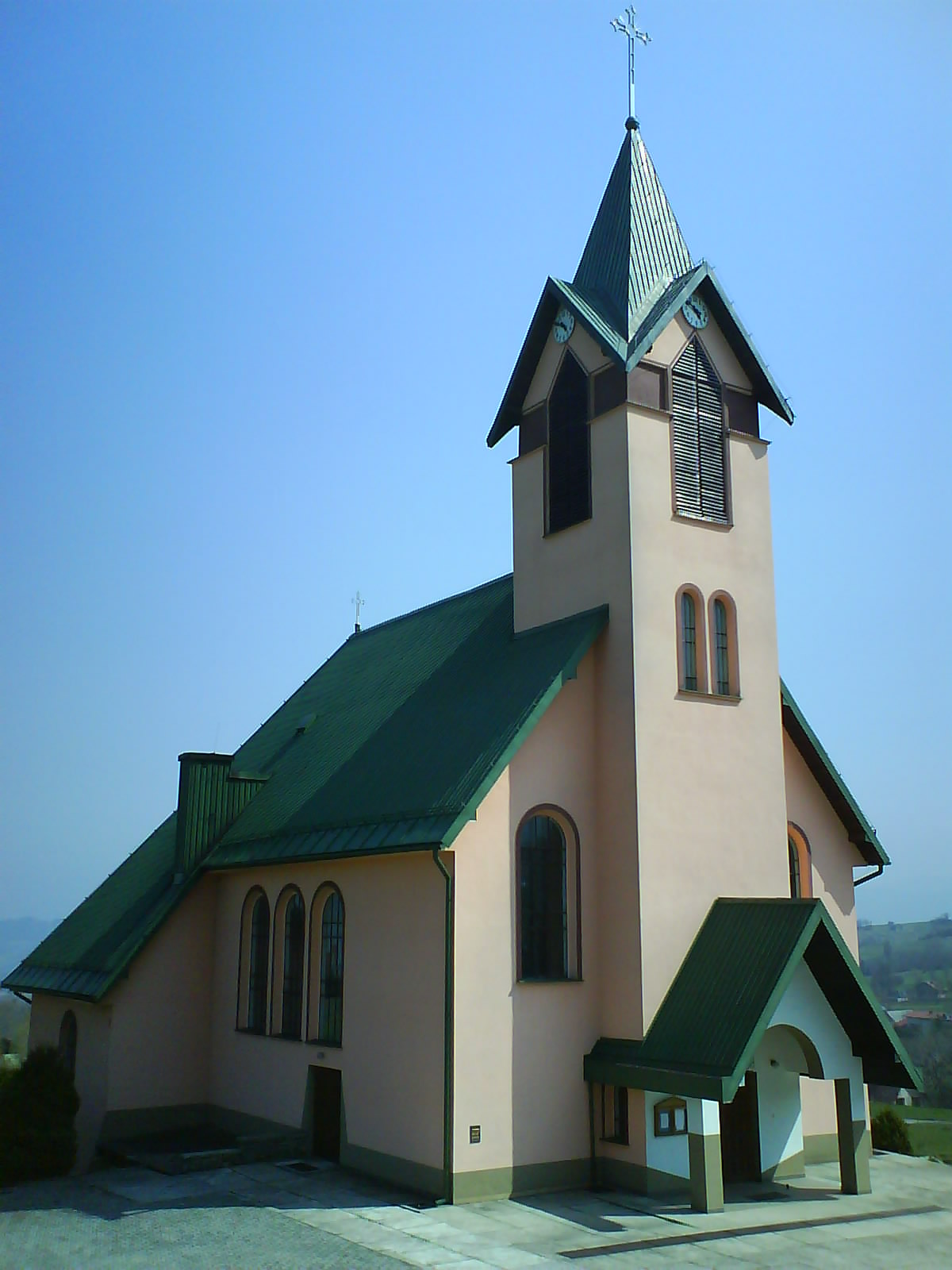
Kościół parafialny
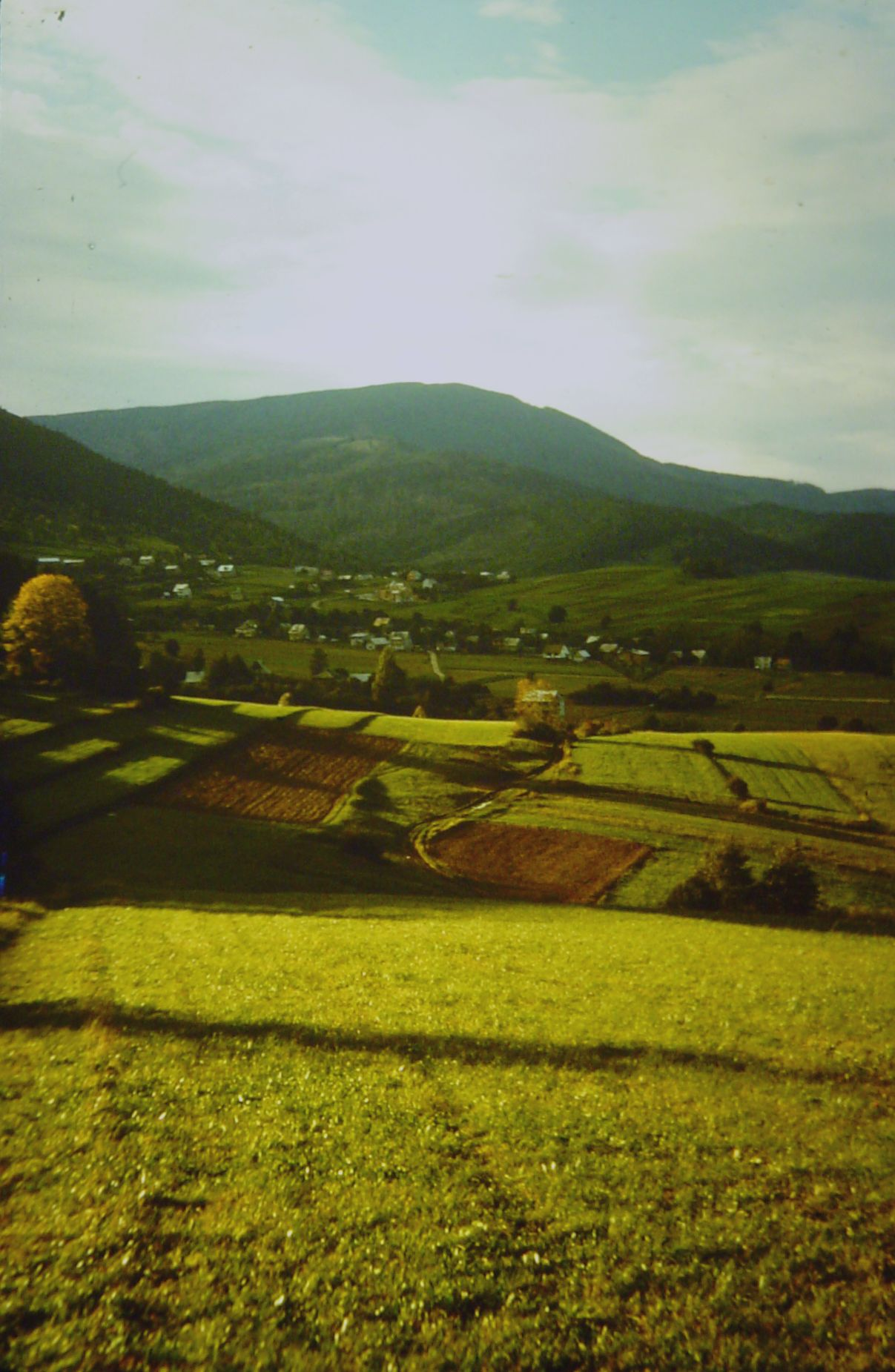
Skrzyczne i wieś Ostre